# Serie A 2019–20
Giải Serie A 2019–20 (được gọi là Serie A TIM vì lý do tài trợ) sẽ là mùa giải thứ 118 của giải đấu cao nhất bóng đá Ý, lần thứ 88 giải đấu được tổ chức theo thể thức vòng tròn và lần thứ 10 kể từ khi tổ chức bởi một ủy ban giải đấu riêng, Lega Serie A. Juventus đã 9 lần liên tiếp vô địch sau khi thắng 2–0 trước Sampdoria ngày 26 tháng 7 năm 2020.
Mùa giải ban đầu được dự định tổ chức từ ngày 24 tháng 8 năm 2019 đến 24 tháng 5 năm 2020. Tuy nhiên, vào ngày 9 tháng 3 năm 2020, chính phủ Ý đã hoãn giải đấu đến 3 tháng 4 năm 2020 vì đại dịch COVID-19. Sau đó Serie A đã không thi đấu lại vào ngày này, và chỉ được phép trở lại khi điều kiện được đảm bảo. Vào ngày 18 tháng 5, giải đấu được thông báo sẽ trở lại vào ngày 14 tháng 6. Đến ngày 28 tháng 5, giải lại được thông báo sẽ thi đấu lại vào 20 tháng 6.

## Sự kiện
Vào ngày 14 tháng 4 năm 2019, Chievo trở lại Serie B sau 11 năm. ngày 5 tháng 5, Frosinone bị xuống hạng sau một năm lên hạng  trong khi đội cuối cùng bị xuống hạng là Empoli (vào ngày 26 tháng 5 năm 2019) cũng chỉ sau một năm.
Các đội được thăng hạng trực tiếp từ Serie B 2018-19 là Brescia (ngày 1 tháng 5 năm 2019, sau 8 năm vắng mặt ) và Lecce (10 ngày sau, sau 7 năm ) trong khi đội cuối cùng lên hạng là Hellas Verona (chỉ sau một mùa xuống hạng) bằng chiến thắng trong trận play-off thăng hạng vào ngày 2/6.
Ngày 28 tháng 6 năm 2019, Milan đã bị loại khỏi Europa League sau khi vi phạm luật công bằng tài chính của UEFA. Roma sau đó được chuyển sang vòng bảng Europa League trong khi Torino vào vòng sơ loại.

## Danh sách đội

### Sân vận động và địa điểm
| Đội            | Thành phố        | Sân vận động                                             | Sức chứa | Mùa giải 2018-19        |
| -------------- | ---------------- | -------------------------------------------------------- | -------- | ----------------------- |
| Atalanta       | Bergamo          | Sân vận động Gewiss                                      | 21,300   | Thứ 3 tại Serie A       |
| Bologna        | Bologna          | Sân vận động Renato Dall'Ara                             | 38,279   | Thứ 10 ở Serie A        |
| Brescia        | Brescia          | Stio Mario Rigamonti                                     | 16.743   | Vô địch Serie B         |
| Cagliari       | Cagliari         | Sardegna Arena                                           | 16,233   | Thứ 15 tại Serie A      |
| Fiorentina     | Florence         | Sân vận động Artemio Franchi                             | 43,147   | Thứ 16 tại Serie A      |
| Genève         | Genève           | Sân vận động Luigi Ferraris                              | 36,685   | Thứ 17 tại Serie A      |
| Hellas Verona  | Verona           | Sân vận động Marc'Antonio Bentegodi                      | 39,211   | Vô địch Playoff Serie B |
| Internazionale | Milan            | San Siro                                                 | 80,018   | Thứ 4 tại Serie A       |
| Juventus       | Torino           | Sân vận động Allianz                                     | 41,507   | Vô địch Serie A         |
| Lazio          | Rome             | Sân vận động Olimpico                                    | 72,698   | Thứ 8 ở Serie A         |
| Lecce          | Lecce            | Sân vận động Via del Mare                                | 33,876   | Thứ 2 tại Serie B       |
| Milan          | Milan            | San Siro                                                 | 80,018   | Thứ 5 tại Serie A       |
| Napoli         | Thành phố Naples | Sân vận động San Paolo                                   | 60,240   | Thứ 2 tại Serie A       |
| Parma          | Parma            | Sân vận động Ennio Tardini                               | 27,906   | Thứ 14 tại Serie A      |
| Roma           | Rome             | Sân vận động Olimpico                                    | 72,698   | Thứ 6 tại Serie A       |
| Sampdoria      | Genève           | Sân vận động Luigi Ferraris                              | 36,685   | Thứ 9 ở Serie A         |
| Sassuolo       | Sassuolo         | Sân vận động Mapei - Città del Tricolore (Reggio Emilia) | 23,717   | Thứ 11 tại Serie A      |
| SPAL           | Ferrara          | Sân vận động Paolo Mazza                                 | 16,164   | Thứ 13 tại Serie A      |
| Torino         | Torino           | Sân vận động Olympic Grande Torino                       | 27,994   | Thứ 7 tại Serie A       |
| Udinese        | Udine            | Sân vận động Friuli                                      | 25,132   | Thứ 12 ở Serie A        |

### Số đội theo khu vực
| Số đội | Vùng                  | Danh sách đội                              |
| ------ | --------------------- | ------------------------------------------ |
| 4      | Emilia-Romagna        | Bologna, Parma, Sassuolo và SPAL           |
| 4      | Lombardy              | Atalanta, Brescia, Internazionale và Milan |
| 2      | Lazio                 | Lazio và Roma                              |
| 2      | Liguria               | Genoa và Sampdoria                         |
| 2      | Piedmont              | Juventus và Torino                         |
| 1      | Apulia                | Lecce                                      |
| 1      | Campania              | Napoli                                     |
| 1      | Friuli-Venezia Giulia | Udinese                                    |
| 1      | Sardinia              | Cagliari                                   |
| 1      | Tuscany               | Fiorentina                                 |
| 1      | Veneto                | Hellas Verona                              |

### Nhân sự và trang phục
| Đội            | Huấn luyện viên      | Đội trưởng           | Trang phục     | Tài trợ           |
| -------------- | -------------------- | -------------------- | -------------- | ----------------- |
| Atalanta       | Gian Piero Gasperini | Alejandro Gómez      | Joma           | Radici Group      |
| Bologna        | Siniša Mihajlović    | Blerim Džemaili      | Macron         | Liu·Jo            |
| Brescia        | Eugenio Corini       | Daniele Gastaldello  | Kappa          | UBI Banca         |
| Cagliari       | Rolando Maran        | Luca Ceppitelli      | Macron         | Ichnusa           |
| Fiorentina     | Vincenzo Montella    | Germán Pezzella      | Le Coq Sportif | Save The Children |
| Genoa          | Aurelio Andreazzoli  | Domenico Criscito    | Kappa          | Giocheria         |
| Hellas Verona  | Ivan Jurić           | Giampaolo Pazzini    | Macron         | Air Dolomiti      |
| Internazionale | Antonio Conte        | Samir Handanović     | Nike           | Pirelli           |
| Juventus       | Maurizio Sarri       | Giorgio Chiellini    | Adidas         | Jeep              |
| Lazio          | Simone Inzaghi       | Senad Lulić          | Macron         | Marathonbet       |
| Lecce          | Fabio Liverani       | Marco Mancosu        | M908           | Moby Lines        |
| Milan          | Marco Giampaolo      | Alessio Romagnoli    | Puma           | Fly Emirates      |
| Napoli         | Carlo Ancelotti      | Lorenzo Insigne      | Kappa          | Lete              |
| Parma          | Roberto D'Aversa     | Bruno Alves          | Erreà          | Cetilar           |
| Roma           | Paulo Fonseca        | Alessandro Florenzi  | Nike           | Qatar Airways     |
| Sampdoria      | Eusebio Di Francesco | Fabio Quagliarella   | Joma           | Invent Energy     |
| Sassuolo       | Roberto De Zerbi     | Francesco Magnanelli | Kappa          | Mapei             |
| SPAL           | Leonardo Semplici    | Mirco Antenucci      | Macron         | Tassi Group       |
| Torino         | Walter Mazzarri      | Andrea Belotti       | Joma           | Suzuki            |
| Udinese        | Igor Tudor           | Kevin Lasagna        | Macron         | Dacia             |

### Thay đổi huấn luyện viên
| Đội            | Huấn luyện viên đi   | Nguyên nhân                   | Ngày rời đội        | Vị trí BXH            | Thay thế bởi         | Ngày công bố        |
| -------------- | -------------------- | ----------------------------- | ------------------- | --------------------- | -------------------- | ------------------- |
| Roma           | Claudio Ranieri      | Hết hạn hợp đồng              | 26 tháng 5 năm 2019 | Vị trí cuối mùa trước | Paulo Fonseca        | 11 tháng 6 năm 2019 |
| Juventus       | Massimiliano Allegri | Đồng thuận                    | 26 tháng 5 năm 2019 | Vị trí cuối mùa trước | Maurizio Sarri       | 16 tháng 6 năm 2019 |
| Milan          | Gennaro Gattuso      | Đồng thuận                    | 28 tháng 5 năm 2019 | Vị trí cuối mùa trước | Marco Giampaolo      | 19 tháng 6 năm 2019 |
| Internazionale | Luciano Spalletti    | Sa thải                       | 30 tháng 5 năm 2019 | Vị trí cuối mùa trước | Antonio Conte        | 31 tháng 5 năm 2019 |
| Sampdoria      | Marco Giampaolo      | Đồng thuận, chuyển sang Milan | 15 tháng 6 năm 2019 | Vị trí cuối mùa trước | Eusebio Di Francesco | 22 tháng 6 năm 2019 |
| Genoa          | Cesare Prandelli     | Đồng thuận                    | 20 tháng 6 năm 2019 | Vị trí cuối mùa trước | Aurelio Andreazzoli  | 14 tháng 6 năm 2019 |
| Hellas Verona  | Alfredo Aglietti     | Hết hạn hợp đồng              | 30 tháng 6 năm 2019 | Vị trí cuối mùa trước | Ivan Jurić           | 14 tháng 6 năm 2019 |

## Bảng xếp hạng
| VT | Đội            | ST | T  | H  | B  | BT | BB | HS  | Đ  | Giành quyền tham dự hoặc xuống hạng |
| -- | -------------- | -- | -- | -- | -- | -- | -- | --- | -- | ----------------------------------- |
| 1  | Juventus (C)   | 38 | 26 | 5  | 7  | 76 | 43 | +33 | 83 | Vào vòng bảng Champions League      |
| 2  | Internazionale | 38 | 24 | 10 | 4  | 81 | 36 | +45 | 82 | Vào vòng bảng Champions League      |
| 3  | Atalanta       | 38 | 23 | 9  | 6  | 98 | 48 | +50 | 78 | Vào vòng bảng Champions League      |
| 4  | Lazio          | 38 | 24 | 6  | 8  | 79 | 42 | +37 | 78 | Vào vòng bảng Champions League      |
| 5  | Roma           | 38 | 21 | 7  | 10 | 77 | 51 | +26 | 70 | Vào vòng bảng Europa League         |
| 6  | Milan          | 38 | 19 | 9  | 10 | 63 | 46 | +17 | 66 |                                     |
| 7  | Napoli         | 38 | 18 | 8  | 12 | 61 | 50 | +11 | 62 |                                     |
| 8  | Sassuolo       | 38 | 14 | 9  | 15 | 69 | 63 | +6  | 51 |                                     |
| 9  | Hellas Verona  | 38 | 12 | 13 | 13 | 47 | 51 | −4  | 49 |                                     |
| 10 | Fiorentina     | 38 | 12 | 13 | 13 | 51 | 48 | +3  | 49 |                                     |
| 11 | Parma          | 38 | 14 | 7  | 17 | 56 | 57 | −1  | 49 |                                     |
| 12 | Bologna        | 38 | 12 | 11 | 15 | 52 | 65 | −13 | 47 |                                     |
| 13 | Udinese        | 38 | 12 | 9  | 17 | 37 | 51 | −14 | 45 |                                     |
| 14 | Cagliari       | 38 | 11 | 12 | 15 | 52 | 56 | −4  | 45 |                                     |
| 15 | Sampdoria      | 38 | 12 | 6  | 20 | 48 | 65 | −17 | 42 |                                     |
| 16 | Torino         | 38 | 11 | 7  | 20 | 46 | 68 | −22 | 40 |                                     |
| 17 | Genoa          | 38 | 10 | 9  | 19 | 47 | 73 | −26 | 39 |                                     |
| 18 | Lecce (R)      | 38 | 9  | 8  | 21 | 52 | 85 | −33 | 35 | Xuống hạng đến Serie B              |
| 19 | Brescia (R)    | 38 | 6  | 7  | 25 | 35 | 79 | −44 | 25 | Xuống hạng đến Serie B              |
| 20 | SPAL (R)       | 38 | 5  | 5  | 28 | 27 | 77 | −50 | 20 | Xuống hạng đến Serie B              |

1. 1 2  Atalanta thắng Lazio ở tỷ số đối đầu: Lazio 3–3 Atalanta, Atalanta 3–2 Lazio.
2. 1 2 3  Vị trí được xác định theo tỷ số đối đầu: Hellas Verona: 10 điểm; Fiorentina: 5 điểm; Parma: điểm.
3. 1 2  Udinese thắng Cagliari ở tỷ số đối đầu: Udinese 2–1 Cagliari, Cagliari 0–1 Udinese.

## Kết quả các trận
| Nhà \ Khách    | ATA | BOL | BRE | CAG | FIO | GEN | HEL | INT | JUV | LAZ | LEC | MIL | NAP | PAR | ROM | SAM | SAS | SPA | TOR | UDI |
| -------------- | --- | --- | --- | --- | --- | --- | --- | --- | --- | --- | --- | --- | --- | --- | --- | --- | --- | --- | --- | --- |
| Atalanta       | —   | 1–0 | 6–2 | 0–2 | 2–2 | 2–2 | 3–2 | 0–2 | 1–3 | 3–2 | 3–1 | 5–0 | 2–0 | 5–0 | 2–1 | 2–0 | 4–1 | 1–2 | 2–3 | 7–1 |
| Bologna        | 2–1 | —   | 2–1 | 1–1 | 1–1 | 0–3 | 1–1 | 1–2 | 0–2 | 2–2 | 3–2 | 2–3 | 1–1 | 2–2 | 1–2 | 2–1 | 1–2 | 1–0 | 1–1 | 1–1 |
| Brescia        | 0–3 | 3–4 | —   | 2–2 | 0–0 | 2–2 | 2–0 | 1–2 | 1–2 | 1–2 | 3–0 | 0–1 | 1–2 | 1–2 | 0–3 | 1–1 | 0–2 | 2–1 | 0–4 | 1–1 |
| Cagliari       | 0–1 | 3–2 | 0–1 | —   | 5–2 | 3–1 | 1–1 | 1–2 | 2–0 | 1–2 | 0–0 | 0–2 | 0–1 | 2–2 | 3–4 | 4–3 | 1–1 | 2–0 | 4–2 | 0–1 |
| Fiorentina     | 1–2 | 4–0 | 1–1 | 0–0 | —   | 0–0 | 1–1 | 1–1 | 0–0 | 1–2 | 0–1 | 1–1 | 3–4 | 1–1 | 1–4 | 2–1 | 1–3 | 1–0 | 2–0 | 1–0 |
| Genoa          | 1–2 | 0–0 | 3–1 | 1–0 | 2–1 | —   | 3–0 | 0–3 | 1–3 | 2–3 | 2–1 | 1–2 | 1–2 | 1–4 | 1–3 | 0–1 | 2–1 | 2–0 | 0–1 | 1–3 |
| Hellas Verona  | 1–1 | 1–1 | 2–1 | 2–1 | 1–0 | 2–1 | —   | 2–2 | 2–1 | 1–5 | 3–0 | 0–1 | 0–2 | 3–2 | 1–3 | 2–0 | 0–1 | 3–0 | 3–3 | 0–0 |
| Internazionale | 1–1 | 1–2 | 6–0 | 1–1 | 0–0 | 4–0 | 2–1 | —   | 1–2 | 1–0 | 4–0 | 4–2 | 2–0 | 2–2 | 0–0 | 2–1 | 3–3 | 2–1 | 3–1 | 1–0 |
| Juventus       | 2–2 | 2–1 | 2–0 | 4–0 | 3–0 | 2–1 | 2–1 | 2–0 | —   | 2–1 | 4–0 | 1–0 | 4–3 | 2–1 | 1–3 | 2–0 | 2–2 | 2–0 | 4–1 | 3–1 |
| Lazio          | 3–3 | 2–0 | 2–0 | 2–1 | 2–1 | 4–0 | 0–0 | 2–1 | 3–1 | —   | 4–2 | 0–3 | 1–0 | 2–0 | 1–1 | 5–1 | 1–2 | 5–1 | 4–0 | 3–0 |
| Lecce          | 2–7 | 2–3 | 3–1 | 2–2 | 1–3 | 2–2 | 0–1 | 1–1 | 1–1 | 2–1 | —   | 1–4 | 1–4 | 3–4 | 0–1 | 1–2 | 2–2 | 2–1 | 4–0 | 0–1 |
| Milan          | 1–1 | 5–1 | 1–0 | 3–0 | 1–3 | 1–2 | 1–1 | 0–2 | 4–2 | 1–2 | 2–2 | —   | 1–1 | 3–1 | 2–0 | 0–0 | 0–0 | 1–0 | 1–0 | 3–2 |
| Napoli         | 2–2 | 1–2 | 2–1 | 0–1 | 0–2 | 0–0 | 2–0 | 1–3 | 2–1 | 3–1 | 2–3 | 2–2 | —   | 1–2 | 2–1 | 2–0 | 2–0 | 3–1 | 2–1 | 2–1 |
| Parma          | 1–2 | 2–2 | 1–1 | 1–3 | 1–2 | 5–1 | 0–1 | 1–2 | 0–1 | 0–1 | 2–0 | 0–1 | 2–1 | —   | 2–0 | 2–3 | 1–0 | 0–1 | 3–2 | 2–0 |
| Roma           | 0–2 | 2–3 | 3–0 | 1–1 | 2–1 | 3–3 | 2–1 | 2–2 | 1–2 | 1–1 | 4–0 | 2–1 | 2–1 | 2–1 | —   | 2–1 | 4–2 | 3–1 | 0–2 | 0–2 |
| Sampdoria      | 0–0 | 1–2 | 5–1 | 3–0 | 1–5 | 1–2 | 2–1 | 1–3 | 1–2 | 0–3 | 1–1 | 1–4 | 2–4 | 0–1 | 0–0 | —   | 0–0 | 3–0 | 1–0 | 2–1 |
| Sassuolo       | 1–4 | 3–1 | 3–0 | 2–2 | 1–2 | 5–0 | 3–3 | 3–4 | 3–3 | 1–2 | 4–2 | 1–2 | 1–2 | 0–1 | 4–2 | 4–1 | —   | 3–0 | 2–1 | 0–1 |
| SPAL           | 2–3 | 1–3 | 0–1 | 0–1 | 1–3 | 1–1 | 0–2 | 0–4 | 1–2 | 2–1 | 1–3 | 2–2 | 1–1 | 1–0 | 1–6 | 0–1 | 1–2 | —   | 1–1 | 0–3 |
| Torino         | 0–7 | 1–0 | 3–1 | 1–1 | 2–1 | 3–0 | 1–1 | 0–3 | 0–1 | 1–2 | 1–2 | 2–1 | 0–0 | 1–1 | 2–3 | 1–3 | 2–1 | 1–2 | —   | 1–0 |
| Udinese        | 2–3 | 1–0 | 0–1 | 2–1 | 0–0 | 2–2 | 0–0 | 0–2 | 2–1 | 0–0 | 1–2 | 1–0 | 1–1 | 1–3 | 0–4 | 1–3 | 3–0 | 0–0 | 1–0 | —   |

### Vị trí theo vòng đấu
Dưới đây là vị trí của các đội sau mỗi vòng đấu. Để đảm bảo sự nhất quán, các trận bị hoãn sẽ được thêm vào ngay sau khi đá bù.
| Đội ╲ Vòng     | 1        | 2  | 3  | 4  | 5  | 6  | 7  | 8  | 9  | 10 | 11 | 12 | 13 | 14 | 15 | 16 | 17 | 18 | 19 | 20 | 21 | 22 | 23 | 24 | 25 | 26 | 27 | 28 | 29 | 30 | 31 | 32 | 33 | 34 | 35 | 36 | 37 | 38 |   |
| -------------- | -------- | -- | -- | -- | -- | -- | -- | -- | -- | -- | -- | -- | -- | -- | -- | -- | -- | -- | -- | -- | -- | -- | -- | -- | -- | -- | -- | -- | -- | -- | -- | -- | -- | -- | -- | -- | -- | -- | - |
| Đội ╲ Vòng     | Atalanta | 4  | 11 | 5  | 6  | 3  | 3  | 3  | 3  | 3  | 3  | 5  | 5  | 6  | 6  | 6  | 6  | 5  | 5  | 4  | 5  | 5  | 4  | 4  | 4  | 4  | 4  | 4  | 4  | 4  | 4  | 3  | 4  | 3  | 3  | 2  | 3  | 3  | 3 |
| Bologna        | 11       | 6  | 2  | 7  | 8  | 11 | 11 | 13 | 10 | 11 | 13 | 15 | 15 | 12 | 12 | 11 | 9  | 10 | 13 | 12 | 11 | 11 | 7  | 10 | 10 | 10 | 11 | 11 | 11 | 9  | 10 | 10 | 10 | 10 | 12 | 10 | 12 | 12 |   |
| Brescia        | 6        | 12 | 15 | 11 | 11 | 15 | 16 | 15 | 18 | 18 | 19 | 20 | 20 | 20 | 19 | 18 | 18 | 18 | 19 | 19 | 20 | 19 | 19 | 19 | 19 | 20 | 20 | 20 | 20 | 19 | 19 | 19 | 19 | 19 | 19 | 19 | 19 | 19 |   |
| Cagliari       | 16       | 18 | 13 | 9  | 5  | 7  | 7  | 5  | 7  | 7  | 6  | 4  | 4  | 4  | 4  | 5  | 6  | 6  | 6  | 6  | 6  | 6  | 8  | 11 | 11 | 11 | 10 | 10 | 9  | 11 | 11 | 11 | 11 | 11 | 13 | 14 | 13 | 14 |   |
| Fiorentina     | 13       | 16 | 19 | 20 | 15 | 10 | 8  | 9  | 9  | 8  | 8  | 9  | 10 | 13 | 13 | 13 | 15 | 15 | 14 | 13 | 13 | 14 | 14 | 13 | 13 | 13 | 13 | 13 | 14 | 13 | 13 | 13 | 13 | 12 | 11 | 12 | 10 | 10 |   |
| Genoa          | 9        | 5  | 10 | 14 | 17 | 18 | 19 | 19 | 17 | 17 | 17 | 17 | 18 | 18 | 18 | 19 | 20 | 19 | 18 | 20 | 19 | 18 | 18 | 18 | 18 | 17 | 17 | 17 | 17 | 17 | 18 | 17 | 17 | 17 | 17 | 17 | 17 | 17 |   |
| Hellas Verona  | 12       | 7  | 11 | 13 | 16 | 14 | 10 | 14 | 15 | 12 | 9  | 10 | 9  | 9  | 11 | 12 | 13 | 11 | 9  | 10 | 9  | 9  | 6  | 6  | 8  | 7  | 9  | 9  | 8  | 8  | 9  | 9  | 9  | 9  | 9  | 9  | 9  | 9  |   |
| Internazionale | 1        | 1  | 1  | 1  | 1  | 1  | 2  | 2  | 2  | 2  | 2  | 2  | 2  | 1  | 1  | 1  | 1  | 1  | 2  | 2  | 2  | 2  | 1  | 3  | 3  | 3  | 3  | 3  | 3  | 3  | 4  | 2  | 2  | 2  | 3  | 2  | 2  | 2  |   |
| Juventus       | 7        | 2  | 3  | 2  | 2  | 2  | 1  | 1  | 1  | 1  | 1  | 1  | 1  | 2  | 2  | 2  | 2  | 2  | 1  | 1  | 1  | 1  | 2  | 1  | 1  | 1  | 1  | 1  | 1  | 1  | 1  | 1  | 1  | 1  | 1  | 1  | 1  | 1  |   |
| Lazio          | 2        | 4  | 9  | 5  | 9  | 6  | 6  | 7  | 6  | 5  | 4  | 3  | 3  | 3  | 3  | 3  | 3  | 3  | 3  | 3  | 3  | 3  | 3  | 2  | 2  | 2  | 2  | 2  | 2  | 2  | 2  | 3  | 4  | 4  | 4  | 4  | 4  | 4  |   |
| Lecce          | 20       | 19 | 18 | 18 | 14 | 17 | 18 | 16 | 16 | 16 | 16 | 16 | 17 | 15 | 15 | 15 | 16 | 17 | 17 | 17 | 17 | 17 | 17 | 16 | 16 | 18 | 18 | 18 | 18 | 18 | 17 | 18 | 18 | 18 | 18 | 18 | 18 | 18 |   |
| Milan          | 17       | 13 | 7  | 12 | 13 | 16 | 13 | 12 | 12 | 10 | 11 | 14 | 12 | 11 | 10 | 10 | 11 | 12 | 10 | 8  | 8  | 8  | 10 | 8  | 7  | 9  | 8  | 7  | 7  | 7  | 7  | 7  | 7  | 7  | 6  | 6  | 6  | 6  |   |
| Napoli         | 3        | 10 | 4  | 3  | 4  | 4  | 4  | 4  | 4  | 6  | 7  | 7  | 7  | 7  | 7  | 8  | 8  | 8  | 11 | 11 | 10 | 10 | 11 | 9  | 6  | 6  | 6  | 6  | 6  | 6  | 6  | 6  | 6  | 6  | 7  | 7  | 7  | 7  |   |
| Parma          | 18       | 9  | 14 | 15 | 12 | 9  | 12 | 8  | 8  | 9  | 10 | 8  | 8  | 8  | 8  | 7  | 7  | 7  | 7  | 7  | 7  | 7  | 9  | 7  | 9  | 8  | 7  | 8  | 10 | 12 | 12 | 12 | 12 | 14 | 10 | 11 | 11 | 11 |   |
| Roma           | 10       | 15 | 8  | 4  | 7  | 5  | 5  | 6  | 5  | 4  | 3  | 6  | 5  | 5  | 5  | 4  | 4  | 4  | 5  | 4  | 4  | 5  | 5  | 5  | 5  | 5  | 5  | 5  | 5  | 5  | 5  | 5  | 5  | 5  | 5  | 5  | 5  | 5  |   |
| Sampdoria      | 19       | 20 | 20 | 19 | 20 | 20 | 20 | 20 | 20 | 20 | 18 | 18 | 16 | 17 | 17 | 16 | 17 | 16 | 15 | 16 | 16 | 16 | 16 | 17 | 17 | 16 | 16 | 16 | 16 | 14 | 16 | 14 | 14 | 13 | 14 | 15 | 15 | 15 |   |
| Sassuolo       | 15       | 8  | 12 | 8  | 10 | 13 | 15 | 17 | 14 | 15 | 15 | 13 | 14 | 14 | 14 | 14 | 12 | 14 | 16 | 15 | 15 | 13 | 12 | 12 | 12 | 12 | 12 | 12 | 12 | 10 | 8  | 8  | 8  | 8  | 8  | 8  | 8  | 8  |   |
| SPAL           | 14       | 17 | 16 | 17 | 19 | 19 | 17 | 18 | 19 | 19 | 20 | 19 | 19 | 19 | 20 | 20 | 19 | 20 | 20 | 18 | 18 | 20 | 20 | 20 | 20 | 19 | 19 | 19 | 19 | 20 | 20 | 20 | 20 | 20 | 20 | 20 | 20 | 20 |   |
| Torino         | 5        | 3  | 6  | 10 | 6  | 8  | 9  | 10 | 11 | 13 | 14 | 11 | 11 | 10 | 9  | 9  | 10 | 9  | 8  | 9  | 12 | 12 | 13 | 14 | 14 | 15 | 14 | 14 | 13 | 16 | 15 | 16 | 15 | 15 | 16 | 16 | 16 | 16 |   |
| Udinese        | 8        | 14 | 17 | 16 | 18 | 12 | 14 | 11 | 13 | 14 | 12 | 12 | 13 | 16 | 16 | 17 | 14 | 13 | 12 | 14 | 14 | 15 | 15 | 15 | 15 | 14 | 15 | 15 | 15 | 15 | 14 | 15 | 16 | 16 | 15 | 13 | 14 | 13 |   |

## Giải thưởng cá nhân

### Cầu thủ xuất sắc nhấttháng
| Tháng    | Cầu thủ                 | Câu lạc bộ | Tham khảo. |
| -------- | ----------------------- | ---------- | ---------- |
| Tháng 9  | Franck Ribéry           | Fiorentina | [ 33 ]     |
| Tháng 10 | Ciro Immobile           | Lazio      | [ 34 ]     |
| Tháng 11 | Radja Nainggolan        | Cagliari   | [ 35 ]     |
| Tháng 12 | Sergej Milinković-Savić | Lazio      | [ 36 ]     |
| Tháng 1  | Cristiano Ronaldo       | Juventus   | [ 37 ]     |
| Tháng 2  | Luis Alberto            | Lazio      | [ 38 ]     |
| Tháng 6  | Alejandro Gómez         | Atalanta   | [ 39 ]     |
| Tháng 7  | Paulo Dybala            | Juventus   | [ 40 ]     |

### Giải thưởng của mùa giải
| Giải                      | Cầu thủ           | Câu lạc bộ     |
| ------------------------- | ----------------- | -------------- |
| Cầu thủ xuất sắc nhất     | Paulo Dybala      | Juventus       |
| Cầu thủ trẻ xuất sắc nhất | Dejan Kulusevski  | Parma          |
| Thủ môn xuất sắc nhất     | Wojciech Szczęsny | Juventus       |
| Hậu vệ xuất sắc nhất      | Stefan de Vrij    | Internazionale |
| Tiền vệ xuất sắc nhất     | Alejandro Gómez   | Atalanta       |
| Tiền đạo xuất sắc nhất    | Ciro Immobile     | Lazio          |

## Thống kê mùa giải

### Cầu thủ ghi bàn hàng đầu
| Thứ hạng | Cầu thủ           | Câu lạc bộ     | Số bàn thắng |
| -------- | ----------------- | -------------- | ------------ |
| 1        | Ciro Immobile     | Lazio          | 36           |
| 2        | Cristiano Ronaldo | Juventus       | 31           |
| 3        | Romelu Lukaku     | Internazionale | 23           |
| 4        | Francesco Caputo  | Sassuolo       | 21           |
| 5        | Luis Muriel       | Atalanta       | 18           |
| 5        | João Pedro        | Cagliari       | 18           |
| 5        | Duván Zapata      | Atalanta       | 18           |
| 8        | Andrea Belotti    | Torino         | 16           |
| 8        | Edin Džeko        | Roma           | 16           |
| 10       | Josip Iličić      | Atalanta       | 15           |

### Cầu thủ kiến tạo hàng đầu
| Thứ hạng | Cầu thủ            | Câu lạc bộ     | Số kiến tạo |
| -------- | ------------------ | -------------- | ----------- |
| 1        | Alejandro Gómez    | Atalanta       | 16          |
| 2        | Luis Alberto       | Lazio          | 15          |
| 3        | Domenico Berardi   | Sassuolo       | 10          |
| 4        | Hakan Çalhanoğlu   | Milan          | 9           |
| 4        | Ciro Immobile      | Lazio          | 9           |
| 4        | Lorenzo Pellegrini | Roma           | 9           |
| 7        | Robin Gosens       | Atalanta       | 8           |
| 7        | Dejan Kulusevski   | Parma          | 8           |
| 7        | Alexis Sánchez     | Internazionale | 8           |
| 10       | Rodrigo Bentancur  | Juventus       | 7           |
| 10       | José Callejón      | Napoli         | 7           |
| 10       | Antonio Candreva   | Internazionale | 7           |
| 10       | Francesco Caputo   | Sassuolo       | 7           |
| 10       | Edin Džeko         | Roma           | 7           |
| 10       | Seko Fofana        | Udinese        | 7           |
| 10       | Darko Lazović      | Hellas Verona  | 7           |
| 10       | Dries Mertens      | Napoli         | 7           |
| 10       | Radja Nainggolan   | Cagliari       | 7           |
| 10       | Sandro Tonali      | Brescia        | 7           |

### Hat-trick
| Cầu thủ           | Câu lạc bộ | Đối thủ       | Tỷ số                                                         | Ngày                 |
| ----------------- | ---------- | ------------- | ------------------------------------------------------------- | -------------------- |
| Domenico Berardi  | Sassuolo   | Sampdoria     | 4–1 (H) Lưu trữ ngày 22 tháng 1 năm 2021 tại Wayback Machine  | 1 tháng 9 năm 2019   |
| Andreas Cornelius | Parma      | Genoa         | 5–1 (H) Lưu trữ ngày 22 tháng 1 năm 2021 tại Wayback Machine  | 20 tháng 10 năm 2019 |
| Luis Muriel       | Atalanta   | Udinese       | 7–1 (H) Lưu trữ ngày 22 tháng 1 năm 2021 tại Wayback Machine  | 27 tháng 10 năm 2019 |
| Cristiano Ronaldo | Juventus   | Cagliari      | 4–0 (H) Lưu trữ ngày 22 tháng 1 năm 2021 tại Wayback Machine  | 6 tháng 1 năm 2020   |
| Ciro Immobile     | Lazio      | Sampdoria     | 5–1 (H) Lưu trữ ngày 30 tháng 10 năm 2020 tại Wayback Machine | 18 tháng 1 năm 2020  |
| Josip Iličić      | Atalanta   | Torino        | 7–0 (A) Lưu trữ ngày 22 tháng 1 năm 2021 tại Wayback Machine  | 25 tháng 1 năm 2020  |
| Duván Zapata      | Atalanta   | Lecce         | 7–2 (A) Lưu trữ ngày 22 tháng 1 năm 2021 tại Wayback Machine  | 1 tháng 3 năm 2020   |
| Andreas Cornelius | Parma      | Genoa         | 4–1 (A) Lưu trữ ngày 22 tháng 1 năm 2021 tại Wayback Machine  | 23 tháng 6 năm 2020  |
| Mario Pašalić     | Atalanta   | Brescia       | 6–2 (H) Lưu trữ ngày 31 tháng 7 năm 2019 tại Wayback Machine  | 14 tháng 7 năm 2020  |
| Ciro Immobile     | Lazio      | Hellas Verona | 5–1 (A) Lưu trữ ngày 13 tháng 9 năm 2020 tại Wayback Machine  | 26 tháng 7 năm 2020  |
| Federico Chiesa   | Fiorentina | Bologna       | 4–0 (H) Lưu trữ ngày 4 tháng 8 năm 2019 tại Wayback Machine   | 29 tháng 7 năm 2020  |

Ghi chú
(H) – Sân nhà (A) – Sân khách